# Jagdīspur
Jagdīspur är en ort i Indien.   Den ligger i distriktet Bhojpur och delstaten Bihar, i den nordöstra delen av landet, 800 km sydost om huvudstaden New Delhi. Jagdīspur ligger 76 meter över havet och antalet invånare är 31 029.
Terrängen runt Jagdīspur är mycket platt. Runt Jagdīspur är det tätbefolkat, med 881 invånare per kvadratkilometer. Jagdīspur är det största samhället i trakten. Trakten runt Jagdīspur består till största delen av jordbruksmark.